# Baía de Vitória
A baía de Vitória é uma baía do estado brasileiro do Espírito Santo.
Encontra-se compreendida entre os municípios de Vitória, Vila Velha, Cariacica e Serra. O canal formado pela baía circunda parte da capital capixaba, formando uma ilha que é a parte insular da cidade.
A baía resulta do encontro de rios e mar, formando um grande estuário com sambaquis, manguezais e ilhas intocadas pelo homem.